# 短毛金线草
短毛金线草（学名：Antenoron neofiliforme），为蓼科金线草属下的一个种。